# Рибинська сільська рада (Волноваський район)
| Рибинська сільська рада — колишній орган місцевого самоврядування у Волноваському районі Донецької області з адміністративним центром у с. Рибинське. Сільській раді підпорядковані населені пункти: - с. Рибинське - с. Ближнє - с. Василівка - с. Трудівське |

## Склад ради
Рада складається з 20 депутатів та голови.

## Керівний склад сільської ради
| ПІБ                          | Основні відомості                                                         | Дата обрання | Дата звільнення |
| ---------------------------- | ------------------------------------------------------------------------- | ------------ | --------------- |
| Бишок Микола Анатолійович    | Сільський голова, 1963 року народження, освіта, член Партії регіонів      | 26.03.2006   | 27.11.2006      |
| Марусенко Наталія Миколаївна | Сільський голова, 1954 року народження, освіта, позапартійна              | 25.03.2007   | 31.10.2010      |
| Марусенко Наталія Миколаївна | Сільський голова, 1954 року народження, освіта вища, член Партії регіонів | 31.10.2010   |                 |

Примітка: таблиця складена за даними джерела